# José María Albareda
José María Albareda Herrera (Caspe, 15 aprile 1902 – Madrid, 27 marzo 1966) è stato un farmacologo, agronomo, presbitero accademico e ricercatore spagnolo, segretario generale del Consiglio superiore delle ricerche scientifiche e rettore dell'Università di Navarra.

## Biografia
Nacque a Caspe, terzo figlio di Teodoro Albareda, farmacista, dirigente del sindacato cattolico contadino e militante di quello che diverrà il movimento democristiano e di Pilar Herrera. Incominciò gli studi secondari a Caspe, in una scuola privata. Al terzo anno si trasferì a Saragozza, dove ottenne il diploma all'Instituto General y Técnico (1918), conseguendo il premio straordinario.
Studiò quindi farmacia all'Università di Madrid e scienze chimiche all'Università di Saragozza, ove mosse i primi passi nella ricerca scientifica con i professori Rocasolano e Ríus Miró. Si laureò in farmacia. Fu docente di agricoltura in una scuola secondaria di Huesca. Si specializzò in Scienza della terra (nei suoi aspetti naturalistici e agrari) all'Università di Bonn, a Zurigo e a Königsberg, con una borsa di studio concessa dalla Junta para la Ampliación de Estudios e Investigaciones Científicas. Nel 1932 lavorò alla Rothamsted Experimental Station alla caratterizzazione dei terreni mediante l'analisi chimica delle argille.
Durante questo periodo pubblicò numerosi articoli su riviste specialistiche. Nel 1935 fu nominato docente di agricoltura all'Instituto Velázquez di Madrid e incaricato di tenere un corso sui terreni all'Accademia delle Scienze di Madrid. Nel 1939 fu preside della scuola secondaria Ramiro de Maeztu di Madrid, e, nel 1940, ottenne la cattedra di geologia applicata della facoltà di farmacia dell'Università di Madrid. Quando nel 1939 il governo franchista diede vita al Consejo Superior de Investigaciones Científicas ne fu nominato segretario generale, incarico che Albareda mantenne fino alla morte.
Cominciò allora la tappa più notevole della sua vita professionale come esecutore di un'opera definita da Gregorio Marañón come «uno degli accadimenti fondamentali della vita culturale» della Spagna. Cercò per tutto il paese persone e organismi con possibilità per la ricerca, rispettando la personalità di ogni istituzione esistente e creandola quando vi erano condizioni favorevoli.
Rese compatibili le sue funzioni di governo e di promozione della ricerca scientifica nazionale, con un impegno personale di ricerca molto brillante. L'Istituto di pedologia, che fondò e diresse, fu il germe di un'importante scuola di ricerca che si estese a tutto il paese, sia nelle cattedre universitarie i cui titolari si erano formati nell'Istituto sia nella creazione di centri di pedologia e agrobiologia. L'attività di ricerca di questi centri in campi scientifici relativi all'agricoltura e all'economia agraria si ripercosse attraverso gli istituti di orientamento e assistenza tecnica, promossi da Albareda, in coordinamento con le corporazioni locali.
L'Istituto di pedologia contribuì a formare ricercatori e professori universitari in vari campi scientifici, poiché l'oggetto dei suoi studi era alla confluenza di diverse scienze, dalla geologia sedimentaria alla biologia vegetale, e por l'ampiezza che Albareda imprimeva alla sua ricerca. Quest'impegno a favore della ricerca consolidò il grande prestigio scientifico di Albareda, che fu a sua volta alla base di relazioni internazionali che si estesero dalla sua specializzazione a tutti i settori di attività del Consejo Superior de Investigaciones Científicas. Il suo prestigio scientifico, unito ai suoi valori umani, alla delicatezza del tratto personale, all'allegria serena e allo spirito di servizio verso gli altri, lo resero una delle persone più influenti e notevoli della cultura spagnola del dopoguerra.
Nel 1960 fu nominato primo rettore dell'Università di Navarra, incarico che mantenne fino alla morte. Albareda contribuì a rafforzare le relazioni internazionali dell'Università e ne promosse la proiezione sociale a tutta la Navarra.
Nel 1935 aveva conosciuto a Madrid Josemaría Escrivá de Balaguer. Nel 1937 divenne membro dell'Opus Dei. A partire da allora la vita spirituale di Albareda fu ispirata alla dottrina e ai costumi di questa istituzione. Nel 1959 si fece sacerdote, benché continuasse tutta la sua attività professionale, nella quale conseguì una moltitudine di onorificenze e riconoscimenti: fu accademico delle Reali Accademie di Farmacia, Scienze e Medicina di Madrid, della Pontificia Accademia delle Scienze di Roma, delle Accademie delle Scienze di Barcellona e Saragozza. Membro dell'Accademia degli Ingegneri di Stoccolma e di numerose associazioni estere. Conseguì la laurea honoris causa presso l'Università cattolica di Lovanio e l'Università di Tolosa.

### Opere di Albareda
- El suelo, Madrid 1940
- Consideraciones sobre la investigación científica, Madrid 1951. Ristampato nel 2011: Alfonso V. Carrascosa (a cura di), Consideraciones sobre la investigación científica. José María Albareda, Maxstadt (Francia), Editorial Vita Brevis, 2011, lxxiv, 284 pp. ISBN 978-1-4710-2604-1.
- Anales de Edafología y Agrobiología, vol. XXVI, núms. 1-4, Madrid 1967, pp. 13-24. In questo numero dedicato al professor Albareda, appare una relazione di 203 sue pubblicazioni.

### Monografie su Albareda
- Solemne sesión necrológica en memoria del Excmo. Sr. D. José María Albareda. Celebrada por las Reales Academias de Ciencias Exactas, Físicas y Naturales, Nacional de Medicina y Farmacia, Madrid, Cosano, 1966, 1ª
- AA.VV., José María Albareda y Herrera, farmacéutico aragonés. En el centenario de su nacimiento, Zaragoza, Colegio Oficial de Farmacéuticos de Zaragoza, 2002, 1ª
- A Castillo Genzor, Albareda fue así: semilla y surco, Madrid 1971
- María Rosario de Felipe (a cura di), Homenaje a D. José María Albareda: en el centenario de su nacimiento, Madrid, Consejo Superior de Investigaciones Científicas, 2002, 1ª
- Enrique Gutiérrez Ríos, José María Albareda: una época de la cultura española, Madrid, E.M.E.S.A., 1970, 1ª
- Enrique Gutiérrez Ríos,  José María Albareda: una época de la cultura española, Madrid, Consejo Superior de Investigaciones Científicas, 1970, 1ª, XVI
- Ángel Hoyos de Castro, "José María Albareda Herrera", en Homenaje a D. José María Albareda Herrera, Madrid, Consejo Superior de Investigaciones Científicas, 1967, pp. 9-24
- Manuel Lora-Tamayo, "Semblanza", in Homenaje a D. José María Albareda Herrera, Madrid, Consejo Superior de Investigaciones Científicas, 1967, pp. 7-8
- Pedro Rocamora, "José María Albareda", in Pensadores españoles contemporáneos, Madrid, Consejo Superior de Investigaciones Científicas, 1975, pp. 311-316
- M. Tomeo Lacrue, A. Castillo Genzor, Albareda, Biografía de un gran español

### Articoli su Albareda
- Antonio Fontán Pérez, José María Albareda (1902-1966), Nuestro Tiempo, núm. 143 (1966), pp. 423-430
- Rafael Guijarro,Una antología de José María Albareda, Nuestro Tiempo, núm. 207 (1971), p. 225
- Enrique Gutiérrez Ríos, El lenguaje simbólico de la Naturaleza, «Atlántida» 41, Madrid, 1969
- María-Pilar León-Sanz, Science, State and Society: José María Albareda's Consideraciones sobre la investigación científica, Prose studies, núm. 3 (2009), pp. 227-240
- Antoni Malet, José María Albareda (1902-1966) and the formation of the Spanish Consejo Superior de Investigaciones Científicas, Annals of Science, núm. 3 (2009), pp. 307-332
- Pablo Pérez López,  «José María Albareda: La ciencia al servicio de Dios», Nuestro Tiempo, núm. 665 (2010), pp. 52-57
- Pablo Pérez López,   «San Josemaría y José María Albareda (1935-1939)» (PDF), in Studia et Documenta, 6 (2012), pp. 13-66
- Julio Rodríguez, La personalidad científica de José María Albareda, Nuestro Tiempo, núm. 143 (1966), pp. 442-444.

### Fonti archivistiche
L'archivio personale di José María Albareda sta nell' Archivio Generale dell'Università di Navarra.. Alcuni documenti si possono consultare on line sulla pagina web dell'archivio.